# Francisco Suárez Dávila
Francisco Suárez Dávila (Ciudad de México, 20 de abril de 1943) es un político, diplomático y escritor mexicano, miembro del Partido Revolucionario Institucional.

## Biografía
Hijo de Eduardo Suárez Aránzolo, titular de la SHCP en los sexenios de Lázaro Cárdenas y Manuel Ávila Camacho, es licenciado en Derecho por la Universidad Nacional Autónoma de México (UNAM), 1961-1965, y maestro en Economía por el King's College de la Universidad de Cambridge, 1965-1967.
- 1968-1969. Posgrado en Economía, Universidad de París, Francia
- 1970-1971. Profesor de Economía en la UNAM
- 1971. Profesor en el ITAM
- 1974-1976. Director Ejecutivo Titular representante de los gobiernos de México, Centroamérica y Venezuela en el Directorio Ejecutivo del FMI, Washington, D. C
- 1974-1982. Delegado de México ante Diversos Foros Financieros Internacionales
- 1976-1980. Gerente General de Asuntos Internacionales del Banco de México
- 1980-1982. Director de Programación Financiera y Financiamiento Externo de Nacional Financiera
- 1982-1988. Subsecretario de SHCP. Miembro de la Junta de Gobierno del Banco de México
- 1988-1991. Director general del Banco Mexicano Somex
- 1992-1994. Director general del Banco Obrero
- 1994-1997. Diputado federal en la LVI Legislatura. Presidió la Comisión de Hacienda
- 1997-2000. Representante de México ante la OCDE
- 2001-2002. Profesor en El Colmex
- 2001. Miembro del Consejo de Administración de Fundación UNAM
- 2002. Profesor en la UIA
- 2003-2006. Diputado federal en la LIX Legislatura
- 2010. Seminario Política Económica, UIA
- 2013-2016. Embajador de México en Canadá

## Obra
- 1994. Convención en el purgatorio. México, Aguilar, León y Cal Editores
- 2003. Eduardo Suárez: comentarios y recuerdos 1926-1946. México, Senado de la República
- 2005. Con Gustavo A. del Ángel Mobarak y Carlos Bazdresch Parada. Cuando el Estado se hizo banquero: consecuencias de la nacionalización bancaria en México. México, FCE
- 2013. Crecer o no crecer. Del estancamiento estabilizador al nuevo desarrollo. México, Taurus
- 2013. La nacionalización bancaria fracasada. Tragedia en tres actos. México, CEEY
- 2018. México 2018: En busca del tiempo perdido. México, Miguel Ángel Porrúa
- 2023. Un viaje por la historia económica de México (y sus crisis). Mis primeros ochenta años. México, DEBATE.